# Tripartisoma ovalis
Tripartisoma ovalis is een eenoogkreeftjessoort uit de familie van de Tisbidae. De wetenschappelijke naam van de soort is voor het eerst geldig gepubliceerd in 1983 door Avdeev.